# Timo Rautiainen
Timo Rautiainen, (3 de noviembre de 1964, Finlandia) es un copiloto de rallyes finlandés. Ha participado en el Campeonato Mundial de Rallyes con su compatriota Marcus Gronholm desde el año 1990 y con el que ha conseguido dos títulos mundiales en 2000 y 2002 y 30 victorias. Rautiainen está casado con la hermana de Grönholm.

## Trayectoria
Su primera participación fue en el Rally de Finlandia de 1990, junto a  Marcus Gronholm, piloto al que ha acompañado durante toda su carrera. Ha completado 144 pruebas del mundial, con un total de 30 victorias y dos títulos de Campeón del Mundo en 2000 y 2002. Su última participación fue en el Rally de Artic Lapland 2021.

## Resultados en el Campeonato del Mundo
| Año  | Equipo                             | Vehículo                     | 1       | 2       | 3       | 4       | 5       | 6       | 7       | 8       | 9       | 10      | 11      | 12      | 13      | 14      | 15      | 16      | Clas.final | Puntos |
| ---- | ---------------------------------- | ---------------------------- | ------- | ------- | ------- | ------- | ------- | ------- | ------- | ------- | ------- | ------- | ------- | ------- | ------- | ------- | ------- | ------- | ---------- | ------ |
| 1989 | Marcus Grönholm                    | Lancia Delta Integrale       | FIN 23  |         |         |         |         |         |         |         |         |         |         |         |         |         |         |         | -          | 0      |
| 1990 | Marcus Grönholm                    | Toyota Celica GT-Four        | FIN Ret |         |         |         |         |         |         |         |         |         |         |         |         |         |         |         | -          | 0      |
| 1991 | Marcus Grönholm                    | Toyota Celica GT-Four        | FIN 13  |         |         |         |         |         |         |         |         |         |         |         |         |         |         |         | -          | 0      |
| 1992 | Finnish Junior Rally Team          | Toyota Celica GT-Four        | SWE Ret |         |         |         |         |         |         |         |         |         |         |         |         |         |         |         | -          | 0      |
| 1992 | Marcus Grönholm                    | Toyota Celica Turbo 4WD      |         | FIN Ret |         |         |         |         |         |         |         |         |         |         |         |         |         |         | -          | 0      |
| 1993 | Marcus Grönholm                    | Toyota Celica Turbo 4WD      | FIN 10  |         |         |         |         |         |         |         |         |         |         |         |         |         |         |         | 65º        | 1      |
| 1994 | Marcus Grönholm                    | Toyota Celica Turbo 4WD      | FIN 5   |         |         |         |         |         |         |         |         |         |         |         |         |         |         |         | 19.º       | 8      |
| 1995 | Marcus Grönholm                    | Toyota Celica Turbo 4WD      |         | SWE Ret |         |         | NZL Ret |         |         |         |         |         |         |         |         |         |         |         | -          | 0      |
| 1995 | HF Grifone                         | Toyota Celica Turbo 4WD      |         |         | POR Ret |         |         |         |         |         |         |         |         |         |         |         |         |         | -          | 0      |
| 1996 | Marcus Grönholm                    | Toyota Celica Turbo 4WD      | SWE 7   |         |         |         |         |         |         |         |         |         |         |         |         |         |         |         | 10.º       | 14     |
| 1996 | Team Toyota Castrol Finland        | Toyota Celica GT-Four        |         |         |         |         |         | FIN 4   |         |         |         |         |         |         |         |         |         |         | 10.º       | 14     |
| 1997 | Toyota Castrol Team Sweden         | Toyota Celica GT-Four        |         | SWE 8   |         |         |         |         |         |         |         |         |         |         |         |         |         |         | 12.º       | 5      |
| 1997 | Team Toyota Castrol Finland        | Toyota Celica GT-Four        |         |         |         | POR Ret |         |         |         |         |         |         |         |         |         |         |         |         | 12.º       | 5      |
| 1997 | H.F. Grifone                       | Toyota Celica GT-Four        |         |         |         |         |         |         | ARG 4   |         |         |         |         |         |         |         |         |         | 12.º       | 5      |
| 1997 | Toyota Castrol Team                | Toyota Corolla WRC           |         |         |         |         |         |         |         |         |         | FIN Ret |         |         |         | GBR 5   |         |         | 12.º       | 5      |
| 1998 | H.F. Grifone                       | Toyota Celica GT-Four        |         | SWE 5   |         |         |         |         |         |         |         |         |         |         |         |         |         |         | 16.º       | 2      |
| 1998 | H.F. Grifone                       | Toyota Corolla WRC           |         |         |         | POR Ret | ESP Ret |         |         |         | NZL Ret |         |         |         |         |         |         |         | 16.º       | 2      |
| 1998 | Toyota Castrol Team                | Toyota Corolla WRC           |         |         |         |         |         |         |         |         |         | FIN 7   |         |         | GBR Ret |         |         |         | 16.º       | 2      |
| 1999 | SEAT Sport                         | SEAT Córdoba WRC             |         | SWE Ret |         |         |         |         |         |         |         |         |         |         |         |         |         |         | 15.º       | 5      |
| 1999 | Marlboro Mitsubishi Ralliart       | Mitsubishi Carisma GT Evo VI |         |         |         | POR Ret |         |         |         |         |         |         |         |         |         |         |         |         | 15.º       | 5      |
| 1999 | Peugeot Esso                       | Peugeot 206 WRC              |         |         |         |         |         |         |         | GRC Ret |         | FIN 4   |         | ITA 8   | AUS 5   | GBR Ret |         |         | 15.º       | 5      |
| 2000 | Peugeot Esso                       | Peugeot 206 WRC              | MON Ret | SWE 1   | KEN Ret | POR 2   | ESP 5   | ARG 2   | GRC Ret | NZL 1   | FIN 1   | CYP Ret | FRA 5   | ITA 4   | AUS 1   | GBR 2   |         |         | 1º         | 65     |
| 2001 | Peugeot Total                      | Peugeot 206 WRC              | MON Ret | SWE Ret | POR 3   | ESP Ret | ARG Ret | CYP Ret | GRC Ret | KEN Ret | FIN 1   | NZL 5   | ITA 7   | FRA Ret | AUS 1   | GBR 1   |         |         | 4.º        | 36     |
| 2002 | Peugeot Total                      | Peugeot 206 WRC              | MON 5   | SWE 1   | FRA 2   | ESP 4   | CYP 1   | ARG DSQ | GRC 2   | KEN Ret | FIN 1   | GER 3   | ITA 2   | NZL 1   | AUS 1   | GBR Ret |         |         | 1º         | 77     |
| 2003 | Marlboro Peugeot Total             | Peugeot 206 WRC              | MON 13  | SWE 1   | TUR 9   | NZL 1   | ARG 1   | GRC Ret | CYP Ret | GER 2   | FIN Ret | AUS Ret | ITA Ret | FRA 4   | ESP 6   | GBR Ret |         |         | 6.º        | 46     |
| 2004 | Marlboro Peugeot Total             | Peugeot 307 WRC              | MON 4   | SWE 2   | MEX 6   | NZL 2   | CYP DSQ | GRC Ret | TUR 2   | ARG Ret | FIN 1   | GER Ret | JPN 4   | GBR Ret | ITA 7   | FRA 4   | ESP 2   | AUS Ret | 5.º        | 62     |
| 2005 | Marlboro Peugeot Total             | Peugeot 307 WRC              | MON 5   | SWE Ret | MEX 2   | NZL 2   | ITA 3   | CYP Ret | TUR 3   | GRC 4   | ARG 2   | FIN 1   | GER 3   | GBR Ret | JPN 1   | FRA Ret | ESP Ret | AUS Ret | 3º         | 71     |
| 2006 | BP Ford World Rally Team           | Ford Focus RS WRC 06         | MON 1   | SWE 1   | MEX 8   | ESP 3   | FRA 2   | ARG 10  | ITA Ret | GRC 1   | GER 3   | FIN 1   | JPN 2   | CYP 2   | TUR 1   | AUS 5   | NZL 1   | GBR 1   | 2º         | 111    |
| 2007 | BP Ford World Rally Team           | Ford Focus RS WRC 06         | MON 3   | SWE 1   | NOR 2   | MEX 2   | POR 4   | ARG 2   | ITA 1   | GRC 1   |         |         |         |         |         |         |         |         | 2º         | 112    |
| 2007 | BP Ford World Rally Team           | Ford Focus RS WRC 07         |         |         |         |         |         |         |         |         | FIN 1   | GER 4   | NZL 1   | ESP 3   | FRA 2   | JPN Ret | IRE Ret | GBR 2   | 2º         | 112    |
| 2009 | Prodrive                           | Subaru Impreza WRC2008       | POR Ret |         |         |         |         |         |         |         |         |         |         |         |         |         |         |         | -          | 0      |
| 2010 | Stobart VK M-Sport Ford Rally Team | Ford Focus RS WRC 08         | SWE 21  |         |         |         |         |         |         |         |         |         |         |         |         |         |         |         | -          | 0      |